# Фирмину-Алвис
Фирмину-Алвис (порт. Firmino Alves)  —  муниципалитет в Бразилии, входит в штат Баия. Составная часть мезорегиона Юг штата Баия. Входит в экономико-статистический микрорегион Ильеус-Итабуна. Население составляет 4913 человек на 2006 год. Занимает площадь 159,397 км². Плотность населения — 30,8 чел./км².

## Статистика
- Валовой внутренний продукт на 2003 год составляет 12 610 696,00 реалов (данные: Бразильский институт географии и статистики).
- Валовой внутренний продукт на душу населения на 2003 год составляет 2506,60 реалов (данные: Бразильский институт географии и статистики).
- Индекс развития человеческого потенциала на 2000 год составляет 0,641 (данные: Программа развития ООН).